# Ypsilon (bro)
Ypsilon är en gångbro över Drammenselva i Drammen i Norge, som binder samman den nya Kunnskapsparken i Grønland i Drammen med stadsparken i Bragernes. Namnet har den fått på grund av sin speciella form – från luften ser den ut som ett Y, med ett landfäste på Strømsøsidan och två på Bragernessidan. I folkmun kallas den därför "Y-brua".

## Bron

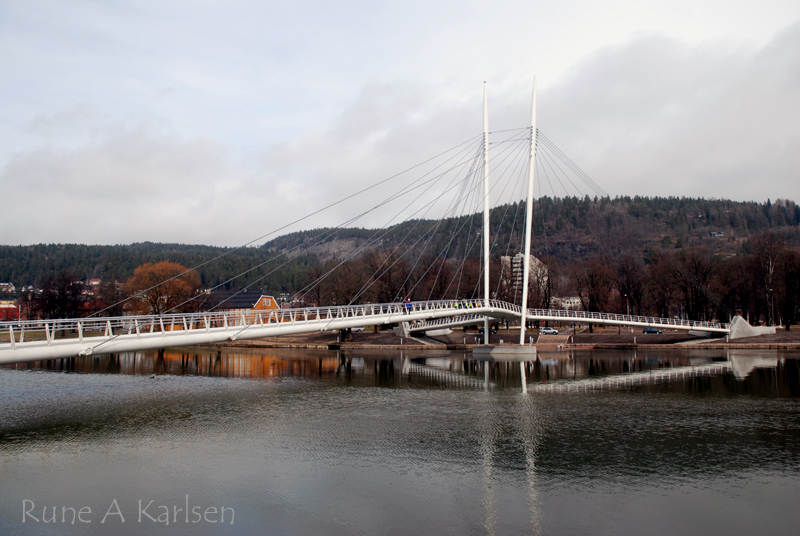
Ypsilonbron sedd från Strømsøsidan

Bron har ett landfäste på Strømsøsidan och två på Bragernessidan. Projektet är ett samarbete mellan Union Eiendomsutvikling AS, Drammens kommun och Kunnskapsparken AS.
Huvudspannet är 90 meter långt och de två sidospannen 56 meter. Bron har två 47 meter höga snedkabelmaster med 16 vajrar på varje sida som bär upp spannen. Allt stål är vitmålat. Brodäcket är utfört av krossad vit granit nedvalsad i epoxi. Under bron finns det en femton meter bred och sex meter hög seglingspassage. Y-formen på Bragernessidan omsluter en liten bukt i älvstranden. Tillgänglighet och lutningsförhållanden följer riktlinjerna för allmän tillgänglighet. Stålkonstruktionen är utförd i Sandnessjøen och transporterad sjövägen till Drammen.
Bron är ritad av Arne Eggen Arkitekter AS, landskapsarkitekt var Multiconsult (nu LINK landskap) och belysningsdesigner Kaare Skallerud A.S.
Det förväntades att fotgängar- och handelsmönstren på Bragernes skulle komma att förändras som en följd av den nya gångbron och redan innan bron var färdigbyggd började den få status som Drammens nya stadssymbol. Den officiella öppningen skedde 16 januari 2008 med direktsändning i TV 2.

## Priser
Ypsilon fick 2008 priset "European Steel Bridges Award", och hedersomnämnande av juryn for Statens pris för byggkvalitet.
Ypsilon tilldelades Drammen kommuns pris for god byggkvalitet 2008, och Norska Stålkonstruktionspriset 2009.

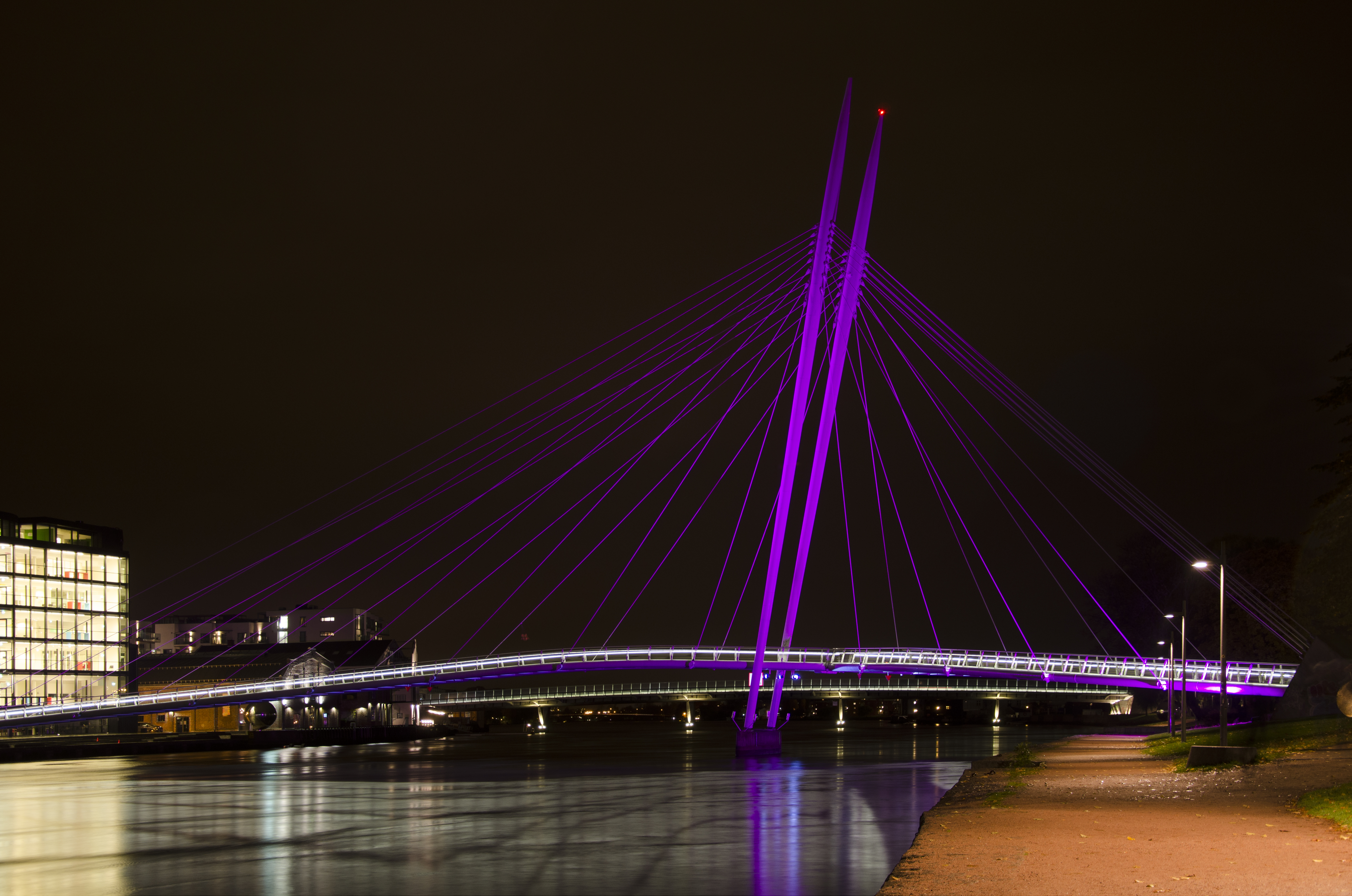
Ypsilon bro i rosa. Foto: Petter Ulleland

## Rosa sløyfe-aksjonen
I oktober 2017 blev Ypsilon belyst i rosa ljus, som ett led i Rosa Sløyfe-aksjonen (Rosa bandet) till stöd för bröstcancerforskning. Detta var första gången som bron var del i denna kampanj, där byggnader och minnesmärken belyses med rosa för att påminna folk om att oktober är en månad med internationellt fokus på bröstcancer.